# Provincia Bié
Bié este o provincie în Angola.

## Municipalități
- Andulo
- Cunhinga
- Chinguar
- Chitembo
- Catabola
- Camacupa
- Cuemba
- Kuito
- Nharea